# Cleis Press
 (mai 2018).
Cleis Press est un éditeur de livres spécialisés dans les domaines de la sexualité, l'érotisme, le féminisme, les études gaies et lesbiennes, les études de genre, la fiction et les droits de l'homme.
Cette maison d'édition a été fondée en 1980 à Minneapolis. Plus tard, elle a déménagé à San Francisco en Californie et est maintenant basée à Berkeley.
Elle a été fondée par Frédérique Delacoste, Felice Newman et Marie Winfrey Trautmann.

## Auteurs
- Laura Antoniou (en)
- Ann Bannon
- Belasco
- Violet Blue
- Susie Bright
- Rachel Kramer Bussel
- Pat Califia
- Patrick Califia
- Jennifer Camper
- June Cotner (en)
- Abha Dawesar
- Louise DeSalvo (en)
- Diane DiMassa
- Emma Donoghue
- Stephen Elliott
- Katherine V. Forrest
- Cynthia Gill
- Daphne Gottlieb (en)
- Sacchi Green (en)
- John Michael Greer
- Johnny Hansen
- Marlen Haushofer
- Christine Jorgensen
- Allen Klein
- Françoise Mallet-Joris
- Marijane Meaker
- Bob Mould
- Joan Nestle
- Gerald Nicosia
- Achy Obejas (en)
- Vin Packer
- Alicia Partnoy (en)
- Mark Pritchard
- Carol Queen
- Radclyffe (en)
- Bayard Rustin
- Annie Sprinkle
- Mitzi Szereto (en)
- Tristan Taormino
- Jasmina Tešanović (en)
- Karen X. Tulchinsky (en)
- Alison Tyler (en)
- Gore Vidal
- Edmund White
- Molly Weatherfield (en)
- Erin Cressida Wilson
- Virginia Woolf